# Montes de la Meta
Los montes de la Meta (en italiano, Monti della Meta) son un macizo en la Italia central, ubicado alrededor del punto en que confluyen los límites entre las regiones de Lacio, Abruzos y Molise. Es el mayor de los tres macizos del Parque nacional de los Abruzos, Lacio y Molise. Su nombre proviene de uno de los picos, el Monte Meta. Se extiende por una superficie de alrededor de 93,29 kilómetros cuadrados, con una altitud mínima de 450 m s. n. m. y máxima de 2.249 y una altura media de 1000 metros.
Todos los picos más altos (incluyendo Monte Petroso, 2.247 m, Monte Cavallo, 2.039 m y Monte Mare, 2.020 m) muestran restos de glaciación cuaternaria. Entre los valles de la sierra están los de los ríos Melfa y Mollarino en la provincia de Frosinone, y el del Torto en la provincia de L'Aquila.
La parte más baja del macizo, en el límite entre Molise y el Lacio, se conoce como Mainarde. Aquí, históricamente, la presencia humana no ha sido estacional como en las laderas superiores.